# 할리트 에르겐치
할리트 에르겐치(튀르키예어: Halit Ergenç, 1970년 4월 30일~)는 튀르키예의 배우이다. 황금나비상 남우주연상 2회(2007, 2014) 수상자이다.

## 주요 출연 작품
- 《데르시미즈: 아타튀르크》(Dersimiz: Atatürk, 2010년): 무스타파 케말 아타튀르크 역할
- 《무흐테솀 유즈이을》(Muhteşem Yüzyıl, 2011년 ~ 2014년): 쉴레이만 1세 역할